# Aleyska
Aleyska – amerykański ośrodek narciarski położony na Alasce, w górach Chugach. Najbliżej położonym miastem jest oddalone o 65 km na północny zachód Anchorage. Najbliższym lotniskiem jest port lotniczy Anchorage-Ted Stevens.
Ośrodek oferuje 68 tras, z których: 11% przeznaczone jest dla początkujących, 52% dla średnio-zaawansowanych, 37% dla doświadczonych narciarzy. Trasy obsługiwane są przez 9 wyciągów. Ponadto znajduje się tutaj 50 km tras do narciarstwa biegowego oraz snowpark. Sezon trwa tu od listopada do kwietnia.
W 1989 r. odbyły się tutaj 8. Mistrzostwa Świata Juniorów w Narciarstwie Alpejskim.